# Axel Lobenstein
Axel Lobenstein, (* 19. května 1965 v Apoldě, Německá demokratická republika) je bývalý německý zápasník – judista.

## Sportovní kariéra
Připravoval se v Lipsku. V prvních letech mezi seniory se přetahoval o post reprezentační jedničky s Rolandem Borawskim výsledkem čehož bylo, že Východní Němci neměli v roce 1988 na olympijských hrách v Soulu ve střední váze zastoupení. Spekulovalo se, že hlavním důvodem jeho neúčasti byla negativní dopingová zkouška. Německý týdeník Der Spiegel vydal v roce 1994 článek, kde popisuje tréninkové prakticky sportovců z Východního Německa. V článku se uvádí jeho jméno.
Po znovusjednocení Německa v roce 1990 se stal členem nově utvořené německé reprezentace a v roce 1992 si zajistil účast na olympijských hrách v Barceloně. Přes náročný los se dostal do semifinále, kde však nestačil v boji na zemi Francouzi Tayotovi. Následně svedl vyrovnaný zápas s Japoncem Okadou, ale při hantei rozhodčí hlasovali proti němu. Obsadil 5. místo.
Od roku 1995 zkoušel štěstí v polotěžké váze. V roce 1996 prohrál nominaci na olympijské hry v Atlantě s Detlefem Knorrekem. Svojí činnost v reprezentaci ukončil v roce 1997. Judu se dále věnoval v rámci klubů v německé bundelisze. Po skončení sportovní kariéry podniká a věnuje se trenérské práci.

## Výsledky
| Turnaj             | Východní Německo | Východní Německo | Východní Německo | Východní Německo | Východní Německo | Východní Německo | Východní Německo | Východní Německo | Německo      | Německo      | Německo      | Německo      | Německo   | Německo   |
| Turnaj             | 1983             | 1984             | 1985             | 1986             | 1987             | 1988             | 1989             | 1990             | 1991         | 1992         | 1993         | 1994         | 1995      | 1996      |
| Turnaj             | 18               | 19               | 20               | 21               | 22               | 23               | 24               | 25               | 26           | 27           | 28           | 29           | 30        | 31        |
| Turnaj             | střední váha     | střední váha     | střední váha     | střední váha     | střední váha     | střední váha     | střední váha     | střední váha     | střední váha | střední váha | střední váha | střední váha | polotěžká | polotěžká |
| ------------------ | ---------------- | ---------------- | ---------------- | ---------------- | ---------------- | ---------------- | ---------------- | ---------------- | ------------ | ------------ | ------------ | ------------ | --------- | --------- |
| Olympijské hry     |                  | —                |                  |                  |                  | —                |                  |                  |              | 5.           |              |              |           | —         |
| Mistrovství světa  | —                |                  | —                |                  | —                |                  | 3.               |                  | 7.           |              | —            |              | úč.       |           |
| Mistrovství Evropy | —                | —                | —                | úč.              | ?                | ?                | 3.               | 2.               | 1.           | —            | —            | úč.          | úč.       | úč.       |
| ME juniorů         | 7.               | 2.               | 1.               |                  |                  |                  |                  |                  |              |              |              |              |           |           |